# Şavşat (district)
Şavşat is een Turks district in de provincie Artvin en telt 18.780 inwoners (2007). Het district heeft een oppervlakte van 1376,6 km². Hoofdplaats is Şavşat.
De bevolkingsontwikkeling van het district is weergegeven in onderstaande tabel.
| 1997   | 2000   | 2007   |
| ------ | ------ | ------ |
| 26.124 | 25.624 | 18.780 |